# Kenneth Marten Body
Kenneth Marten Body, britanski general, * 1883, † 1973.